# Culex thalassius
Culex thalassius är en tvåvingeart som beskrevs av Theobald 1903. Culex thalassius ingår i släktet Culex och familjen stickmyggor. Inga underarter finns listade i Catalogue of Life.